# Neda Bahi
Neda Bahi –en árabe, ندى الباهي– (nacida el 1 de enero de 1992) es una deportista tunecina que compite en atletismo adaptado. Ganó tres medallas en los Juegos Paralímpicos de Verano en los años 2012 y 2016.

## Palmarés internacional
| Juegos Paralímpicos | Juegos Paralímpicos     | Juegos Paralímpicos | Juegos Paralímpicos |
| Año                 | Lugar                   | Medalla             | Prueba              |
| ------------------- | ----------------------- | ------------------- | ------------------- |
| 2012                | Londres (Reino Unido)   | Medalla de oro      | 400 m T37           |
| 2012                | Londres (Reino Unido)   | Medalla de bronce   | 100 m T37           |
| 2016                | Río de Janeiro (Brasil) | Medalla de bronce   | 400 m T37           |